# ابوفاضل رضوی
سید ابوفاضل رضوی اردکانی (زاده ۱۳۲۸ در اردکان) نمایندهٔ دورهٔ اول، چهارم و پنجم از حوزهٔ انتخابیهٔ سپیدان در استان فارس بوده است.

## آرای مأخوذه
سید ابوفاضل رضوی در سال ۱۳۵۸ با کسب ۱۷۴۰۴ رای از مجموع ۲۳۲۵۶ رای معادل ۷۴/۸٪ آرا به مجلس اول راه پیدا کرد.
وی در سال ۱۳۶۹ با کسب ۵۳۹۲۲ رای از مجموع ۱۰۳۷۹۳ رای معادل ۵۱/۹٪ آرا به مجلس چهارم راه پیدا کرد.
همچنین رضوی باری دیگر در سال ۱۳۷۴ با کسب ۱۶۷۹۹ رای از مجموع ۴۶۹۰۵ رای معادل ۳۵/۸٪ آرا به مجلس پنجم راه پیدا کرد.